# Ley orgánica de gobiernos regionales (Perú)
El 8 de noviembre del año 2002, el Congreso del Perú aprobó la Ley orgánica de Gobiernos Regionales (Ley N.º 27867). El 16 de noviembre del mismo año el presidente de la República promulgó la ley, siendo publicada en el diario oficial El Peruano el 18 del mismo mes.
Los gobiernos regionales tienen como finalidad primordial fomentar el desarrollo regional, promoviendo la inversión pública y privada, así como el empleo. Su misión es organizar y conducir la gestión pública regional, en el marco de las políticas nacionales y sectoriales, para contribuir al desarrollo de la región.
Cabe destacar que la capital de la república no integra ninguna región. En la provincia de Lima las competencias y funciones de la región han sido trasladadas a la Municipalidad de Lima Metropolitana.

## Estructura
Los gobiernos regionales están constituidos por: 
- El Consejo Regional (órgano normativo y fiscalizador), está integrado por:
  - El presidente regional, desde 2015 se les nombra «gobernador»
  - El vicepresidente regional, «vicegobernador» desde 2015
  - Los consejeros regionales de las provincias de cada región y cada departamento, con un mínimo de 7 y un máximo de 25. Son elegidos por voto directo por un periodo de 4 años.

La Ley Orgánica de Gobiernos Regionales estipula la transferencia gradual de las funciones del gobierno central a las regiones, una vez determinada su acreditación como capaz de embarcarse en esas tareas. Para supervisar este proceso, la Ley de Bases de la Descentralización creó el Consejo Nacional de Descentralización. Sin embargo, esta institución fue criticada de ser burocrática e inefectiva por el gobierno de Alan García, expresidente del Perú. Por eso, el 24 de enero de 2007, el consejo fue abolido y reemplazado por la Secretaría de Descentralización, una dependencia del despacho del primer ministro. Dos meses después, los presidentes regionales reunidos en la ciudad de Huánuco establecieron una Asamblea Nacional de Gobiernos Regionales como una institución de coordinación alternativa, independiente del Gobierno Central.

### Gobernador regional
El gobernador regional constituye el órgano ejecutivo y sus funciones incluyen proponer y ejecutar el presupuesto, designar a los oficiales de gobierno, promulgar decretos y resoluciones, ejecutar planes y programas regionales y administrar las propiedades y rentas regionales.
La Gobernación Regional, órgano ejecutivo, está integrado por el presidente regional y las gerencias regionales, las mismas que son dirigidas y coordinadas por una gerencia general (Arts. 11º y 12º). 
El gobernador regional conjuntamente con el vicepresidente es elegido por voto directo por un periodo de 4 años. El presidente regional desempeña su cargo de manera exclusiva, teniendo como única excepción la función docente (Art. 20º).

### Consejo Regional
El Concejo Regional debate y vota sobre el presupuesto sugerido por el presidente regional, también supervisa a todos los oficiales de gobierno y puede deponer de su cargo al presidente, su vicepresidente y a cualquier miembro del consejo.
El gobernador regional y el Concejo Regional sirven por un periodo de cuatro años. De acuerdo con la Ley N° 30305 - Ley de Reforma Constitucional, el gobernador regional y el vicegobernador regional no pueden ser reelectos inmediatamente, aunque transcurrido un período como mínimo, pueden volver a postular.
El Consejo Regional cuenta con una Secretaría Regional que se encargará de ordenar su trabajo y hacer cumplir sus funciones. (Art. 18º)

### Consejo de Coordinación Regional
El Concejo de Coordinación Regional está integrado por los alcaldes provinciales y representantes de la sociedad civil y tiene un papel consultivo en los asuntos de planeamiento y presupuesto, no tiene poderes ejecutivos ni legislativos.

### Gerencias regionales
Se constituirán 5 Gerencias Regionales:
1. Desarrollo Económico,
2. Desarrollo Social,
3. Planeamiento, Presupuesto y Acondicionamiento Territorial,
4. Infraestructura.
5. Recursos Naturales y Gestión del Medio Ambiente. (Art. 29)

## Competencias de los Gobiernos Regionales
1. Planificar el desarrollo de su región y ejecutar los programas socioeconómicos correspondientes, de acuerdo con el Plan Nacional de Desarrollo.
2. Formular y aprobar el Plan de Desarrollo Concertado con las municipalidades y la sociedad civil de su región.
3. Aprobar su organización interna y presupuesto de acuerdo a la Ley de Gestión Presupuestaria del Estado y las Leyes Anuales de Presupuesto.
4. Promover y ejecutar las inversiones públicas regionales en proyectos de infraestructura vial, energética, de comunicaciones y de servicios básicos.
5. Diseñar y ejecutar programas regionales de cuencas, corredores económicos y de ciudades intermedias.
6. Promover la formación de empresas y corporaciones regionales.
7. Facilitar la apertura a los mercados internacionales para la agricultura, agroindustria, artesanía, actividad forestal y otros sectores productivos.
8. Desarrollar circuitos turísticos.
9. Concretar acuerdos con otras regiones fomentando el desarrollo económico, social y ambiental.
10. Administrar y adjudicar los terrenos urbanos y eriazos de propiedad del Estado, con excepción de los terrenos municipales.
11. Organizar y aprobar los expedientes técnicos sobre acciones de demarcación territorial en su jurisdicción.
12. Promover la modernización de la pequeña y mediana empresa regional.
13. Dictar normas sobre los asuntos y materias de su responsabilidad, proponiendo las iniciativas legislativas correspondientes.
14. Promover el uso sostenible de los recursos forestales y de biodiversidad.

## Fiscalización del Gobierno Regional
Esta ley establece y norma la estructura, organización, competencias y funciones de los gobiernos regionales. Define la organización democrática, descentralizada y desconcentrada del gobierno regional conforme a la Constitución y a la Ley de Bases de la Descentralización. Se indica también que los gobiernos regionales tienen por finalidad esencial fomentar el desarrollo regional integral sostenible, promoviendo la inversión pública y privada y el empleo, así como garantizar el ejercicio pleno de los derechos y la igualdad de oportunidades de sus habitantes, de acuerdo con los planes y programas nacionales, regionales y locales de desarrollo. Se fija como misión de esos órganos de gobierno, organizar y conducir la gestión pública regional de acuerdo con sus competencias exclusivas, compartidas y delegadas, en el marco de las políticas nacionales y sectoriales, para contribuir al desarrollo integral y sostenible de la región.
En la Ley Orgánica de Gobiernos Regionales, se conceptúa el desarrollo regional como la aplicación coherente y eficaz de las políticas e instrumentos de desarrollo económico, social, poblacional, cultural y ambiental, a través de planes, programas y proyectos orientados a generar condiciones que permitan el crecimiento económico armonizado con la dinámica demográfica, el desarrollo social equitativo y la conservación de los recursos naturales y el ambiente en el territorio regional, orientado hacia el ejercicio pleno de los derechos de hombres y mujeres e igualdad de oportunidades.
La norma dispone que la gestión de los gobiernos regionales se debe regir por los siguientes 14 principios:
Participación, transparencia, gestión moderna y rendición de cuentas, inclusión, eficacia, eficiencia, equidad, sostenibilidad, imparcialidad y neutralidad, subsidiariedad, concordancia de las políticas regionales, especialización de las funciones de gobierno, competitividad e integración. En la ley, además, se afirma que la gestión regional es parte de la gestión pública del Estado, e implica el redimensionamiento gradual del gobierno nacional, la transferencia continua de competencias y funciones a los gobiernos regionales y locales, fortaleciendo sus capacidades e incrementando sus recursos; el respeto en materia de sus competencias constitucionales y exclusivas, la coordinación y complementariedad respecto de las competencias compartidas; y la creciente integración espacial de ejes de desarrollo. Asimismo, se dispone que el cumplimiento de los principios rectores establecidos es materia de evaluación en el informe anual presentado por el presidente regional.
La gestión de gobierno regional se rige por el plan de desarrollo regional concertado de mediano y largo plazo, así como el plan anual y el presupuesto participativo regional, aprobados de conformidad con políticas nacionales. Los gobiernos regionales promueven y apoyan las iniciativas de conectividad e intercambio de información y experiencias de gobierno valiosas para la gestión, entre los gobiernos regionales y entre estos y el gobierno nacional y los gobiernos locales, haciendo uso de las herramientas tecnológicas disponibles.
La administración regional se ejerce bajo un sistema gerencial y se sustenta en la planificación estratégica, organización, dirección, ejecución, evaluación y control, dentro del marco de las normas emitidas por los sistemas administrativos nacionales. La dirección del gobierno regional está a cargo de la presidencia regional y las funciones ejecutivas y administrativas corresponden al gerente general regional y los gerentes regionales. La supervisión de los actos de administración que ejecuten los gobiernos regionales se regula por las disposiciones legales del sistema correspondiente.
En la ley se desarrolla las competencias constitucionales, exclusivas y compartidas establecidas en la Constitución y la Ley de Bases de la Descentralización. Como parte de las competencias exclusivas de los gobiernos regionales, se incorpora un tema relevante que concierne a la plataforma para incentivar la inversión privada, pues se señala que compete a los gobiernos regionales promover y ejecutar las inversiones públicas de ámbito regional en proyectos de infraestructura vial, energética, de comunicaciones y de servicios básicos, con estrategias de sostenibilidad, competitividad; así como propiciar oportunidades de inversión privada, que permitan dinamizar mercados y rentabilizar actividades.
Se añade que como parte de la promoción privada en proyectos y servicios, los gobiernos regionales deben crear mecanismos para promover la inversión privada nacional y extranjera dirigidos a lograr el crecimiento económico regional. Para ello, en el marco de sus competencias, pueden otorgar concesiones y celebrar cualquier otra modalidad contractual, siempre que se contribuya al desarrollo sostenible local y regional, se asegure una mayor eficiencia social y se garantice el cumplimiento de las normas legales establecidas. Para estas acciones, los gobiernos regionales están facultados para solicitar asesoría técnica y financiera especializada. Las concesiones u otra modalidad contractual, en concordancia con la Constitución, tendrá en cuenta que la regulación de los mercados de servicios públicos corresponde al gobierno nacional a través de los organismos reguladores.
Como parte de las funciones orientadas hacia el fortalecimiento de la gestión regional, la ley establece que los gobiernos regionales deben impulsar y articular la participación de las universidades, empresas e instituciones de la sociedad civil en la ejecución de los planes de desarrollo regional
Las numerosas funciones específicas (185) que la ley orgánica dispone ejerzan los gobiernos regionales, se deben desarrollar sobre la base de las políticas regionales, las cuales a su vez se formulan en concordancia con las políticas nacionales sobre la materia. Las mencionadas funciones están agrupados en los siguientes bloques: en materia de educación, cultura, ciencia, tecnología, deporte y recreación; de trabajo, promoción del empleo y la pequeña y microempresa; de salud; de población; agraria; pesquera; ambiental y de ordenamiento territorial; de industria; de comercio; de transportes; de telecomunicaciones; de vivienda y saneamiento; de energía, minas e hidrocarburos; de desarrollo social e igualdad de oportunidades; de defensa civil; de administración y adjudicación de terrenos de propiedad del Estado; de turismo; y, de artesanía.
La ley establece un régimen especial para la capital de la República. Las competencias y funciones reconocidas al gobierno regional son transferidas a la Municipalidad Metropolitana de Lima, la cual posee autonomía política, económica y administrativa en los asuntos de su competencia regional y municipal. Toda mención contenida en la legislación nacional que haga referencia a los gobiernos regionales, se entiende también hecha a la Municipalidad Metropolitana de Lima, en lo que le resulte aplicable.
Entre las competencias y funciones regionales especiales del Concejo Metropolitano de Lima –al que corresponde las del Consejo Regional–, destacan: aprobar la ejecución de las inversiones públicas de ámbito regional metropolitano en proyectos de infraestructura, que lleve a cabo el gobierno nacional; aprobar la formación de sistemas integrales y de gestión común para la atención de los servicios públicos de carácter regional en áreas interregionales; y, aprobar programas regionales de promoción de formación de empresas, consorcios y unidades económicas metropolitanas, para impulsar, concertar y promocionar actividades productivas y de servicios.
En cuanto a las normas fiscales de la ley, destacan los siguientes aspectos:
- a) Como parte de sus competencias exclusivas, los gobiernos regionales aprueban su organización interna y su presupuesto institucional, conforme a la Ley de Gestión Presupuestaria del Estado y las leyes anuales de presupuesto. El presidente regional, dirige la ejecución de los planes y programas del gobierno regional y vela por su cumplimiento.

- b) En el marco de sus atribuciones, el consejo regional aprueba el plan anual y el presupuesto regional participativo, sobre la base del plan de desarrollo regional concertado y de conformidad con la Ley de Gestión Presupuestaria del Estado, las leyes anuales de presupuesto y la Ley de Responsabilidad y Transparencia Fiscal.

El consejo regional también aprueba los estados financieros y presupuestarios.
- c) En lo relativo a normas de austeridad, se dispone que la ejecución del presupuesto de los gobiernos regionales en materia de gastos corrientes, de contratación de personal y servicios no personales se hará respetando obligatoriamente y bajo responsabilidad de sus autoridades, las normas de austeridad establecidas en la normatividad de gestión presupuestaria.

En el tema del régimen económico y financiero regional, la ley establece que son recursos de los gobiernos regionales los señalados en la Ley de Bases de la Descentralización, las empresas del Estado de alcance regional de su circunscripción que transfiera el gobierno nacional; también los recursos financieros transferidos correspondientes a todos los proyectos de inversión de alcance regional a cargo del respectivo CTAR, los generados por los permisos, licencias, autorizaciones y concesiones que otorgue el gobierno regional; y todos los proyectos de inversión pública en ejecución de alcance regional transferidos por el gobierno nacional presentes en su circunscripción, de acuerdo con lo establecido en la propia ley orgánica.
Finalmente, la Ley Orgánica de Gobiernos Regionales también norma acerca de la gradualidad del proceso de transferencia de competencias, funciones, atribuciones, así como de los recursos y presupuestos asignados al gobierno regional. Al respecto, señala que el proceso es gradual y se debe realizar por etapas, conforme a lo establecido en la Ley de Bases de la Descentralización, la mencionada ley orgánica y las disposiciones que sobre el particular dicte el poder ejecutivo a través del CND.